# Albert Kimsey Owen

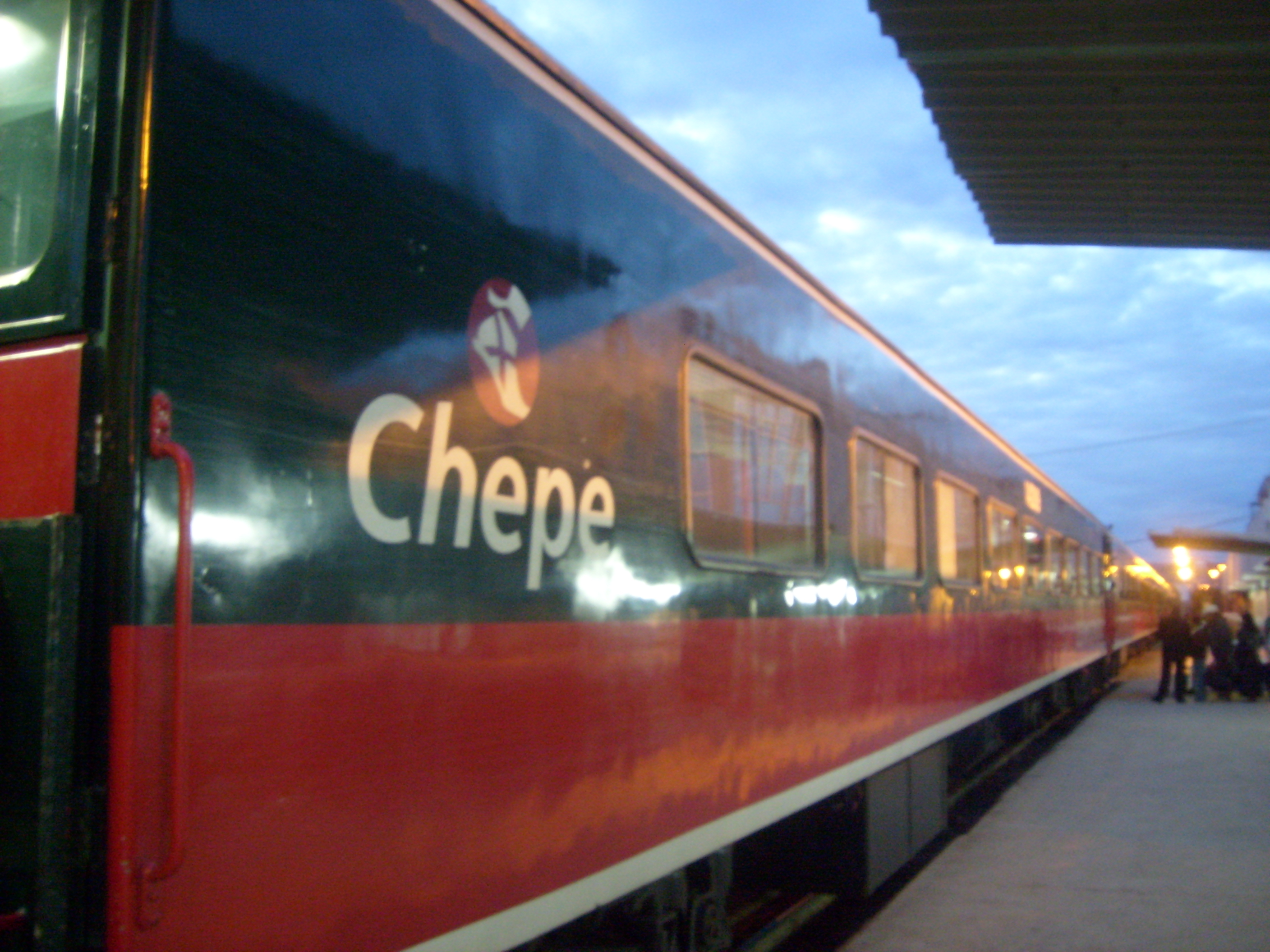
El Chepe, sueño de Owen, a la hora de salida. Ferrocarril Chihuahua al Pacífico

Albert Kimsey Owen (1847 - 1916) fue un ingeniero civil estadounidense especialista en vías terrestres. Creador del Canal de Texcoco y Huehuetoca, el Canal de los Tastes, el Ferrocarril Chihuahua al Pacífico y The Credit Foncier Company.

## Primeros años
Nació en Chester, Pensilvania, en el año de 1847 donde pasó buena parte de su infancia. Es el segundo hijo del médico Joshua Owen y su esposa Harriet Maffit, la cual murió cuando él y su hermano Alfred M. Owen eran pequeños. Su padre formaba parte de la Sociedad Religiosa de los Amigos, graduado de La universidad de Tomás Jefferson, un hombre con gran cultura y médico de distinción.

## Educación
Albert y Alfred Owen fueron a la escuela en Avondale, Pensilvania, tiempo después tomaron clases de matemáticas avanzadas con James W. Dale. En el invierno de 1861 hasta 1862 Albert y su hermano acompañaron a su padre, cirujano de la brigada del general Winfield Scott Hancock, siendo voluntarios del general James Barnes. En 1863 se fueron a Nuevo México porque su padre estaba a cargo del departamento médico. En el invierno de 1862 Albert y Alfred regresaron a los estudios y su padre regresó a su cargo del departamento médico de Fortress Monroe, Norfolk y Virginia.

## Vida profesional

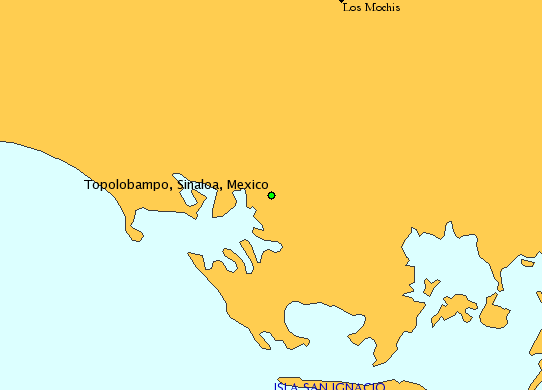
Topolobampo y Los Mochis, Sinaloa, México

En 1872 Albert Owen fue invitado por el general William Jackson Palmer a unirse en su expedición por la costa del Pacífico de Sinaloa, Jalisco y Sonora. Owen pasó once meses viajando en caballo y en septiembre de 1873 descubrió y reportó la gran Bahía de Topolobampo. El 20 de mayo de 1873 introdujo su primer proyecto en la convención de gobernadores de Atlanta. 

Desde 1874 a 1879 Owen fue al Comité del Senado para pedir un análisis del terreno para su ferrocarril que pasaba por Texas y México. El General Ulysses S.Grant quedó atraído por la idea que decidió ordenar una revisión de la Bahía de Topolobampo. El informe del proyecto fue presentado en una publicación de sesenta y ocho hojas. En 1876 Owen estaba con la Wheeler Survey para estudiar las montañas de Colorado.
En 1879 el presidente Porfirio Díaz y Matías Romero Avendaño le pidieron a Owen que preparará planes de armar una compañía para drenar el Valle de México, proyecto conocido por El Canal de Texcoco y Huehuetoca. La publicación del canal fue publicado en español por el gabinete mexicano.

En el año de 1880 el presidente de México, el General Manuel González, le dio a Owen una concesión de 2,000 millas de ferrocarril y un subsidio de $16, 000, 000 para construir el Ferrocarril Chihuahua al Pacífico con la ayuda de Frederick O. Prince, General Butler, General Ulysses S. Grant Wendell Phillips, E. A. Buck y otros. La construcción comenzó el en febrero de 1885. 

En el año de 1885 Owen sugirió una colonia cooperativa en Sinaloa, descrita en una publicación de doscientas hojas “Integral Co-operation” publicado por John W Lovell. 

The Credit Foncier Company, se encargaba de distribuir o proporcionar todo lo que la gente necesitaba como comida, educación, ropa; una idea de participación cooperativa y equitativa. Los primeros colonos llegaron en el año de 1886. El punto de este proyecto era construir una ciudad que fuera el punto de partida y base comercial, esta se llamaría Pacific City. 
 Esa población, muchos años después, a finales del siglo XX, se convirtió en la ciudad de Topolobampo.
Durante este proyecto se enfrentaron con bastantes problemas así como la escasez de agua, para lo cual construyeron el canal los Tastes, y de comida, estos salieron por la falta de planeación. Otro problema que enfrentaron era el pago de los servicios ya que todos recibían el mismo pago, desde el albañil hasta el médico. Para solucionar este problema Owen trató de conseguir apoyo financiero por parte de Estados Unidos, pero no recibió nada por parte de su país ya que se estaban enfrentando a las consecuencias de su Guerra de Secesión. Esta falta de dinero fue lo que hizo fracasar su proyecto en el año de 1896, pero las divisiones que se dieron entre los miembros del equipo dieron lugar a la fundación de Los Mochis